# S/2004 S 31
S/2004 S 31 és un satèl·lit natural de Saturn i membre del grup inuit. El seu descobriment va ser anunciat per Scott S. Sheppard, David C. Jewitt i Jan Kleyna el 8 d'octubre de 2019 a partir d'observacions realitzades entre el 12 de desembre de 2004 i el 22 de març de 2007.
S/2004 S 31 té uns 4 quilòmetres de diàmetre i orbita Saturn a una distància mitjana de 17,568 Gm en 869,65 dies, amb una inclinació de 48,8° respecte a l'eclíptica, amb una excentricitat de 0,240.